# FC Bayern Campus
Le FC Bayern Campus est un complexe sportif destiné à la formation des différentes équipes jeunes du FC Bayern Munich. Il inclut également un terrain d'honneur sur lequel évolue le section féminine.
Il est situé dans le nord de Munich à proximité de la base militaire Fürst-Wrede-Kaserne.

## Histoire
Le complexe sportif est construit entre 2015 et 2017 afin de créer un espace destiné aux équipes jeunes du club. Les coûts de construction sont estimés à 70 millions d'euros. Le campus dispose d'installations pour le football, le basket-ball, le handball et le tennis de table, réparties sur une superficie de 30 hectares. Le campus possède 8 terrains de football pour les équipes jeunes des U-9 jusqu'aux U-19 ainsi que pour les équipes féminines. L'Allianz FC Bayern Akademie est située sur le site et dispose de 35 appartements pour les jeunes talents qui ne vivent pas dans la région. Le bâtiment de l'académie dispose également de bureaux pour les entraîneurs et l'encadrement sportif. Il comprend un stade d'une capacité de 2 500 places.
Le premier match à guichets fermés a eu lieu le 17 juin 2018 lors de la finale de la Bundesliga des moins de 17 ans entre les équipes U-17 du Bayern Munich et du Borussia Dortmund.

## Galerie

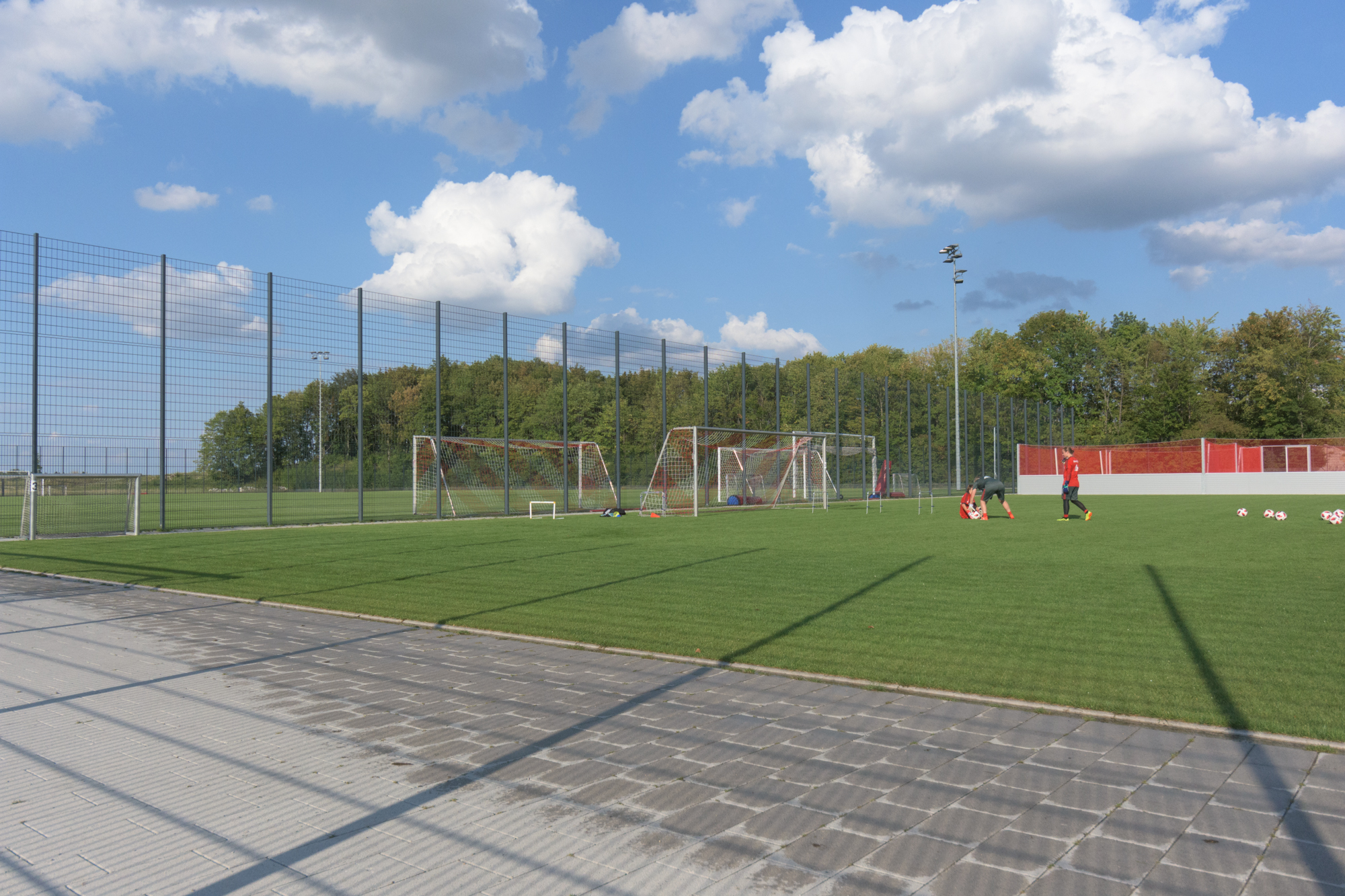
Terrains d'entraînement du FC Bayern Campus.
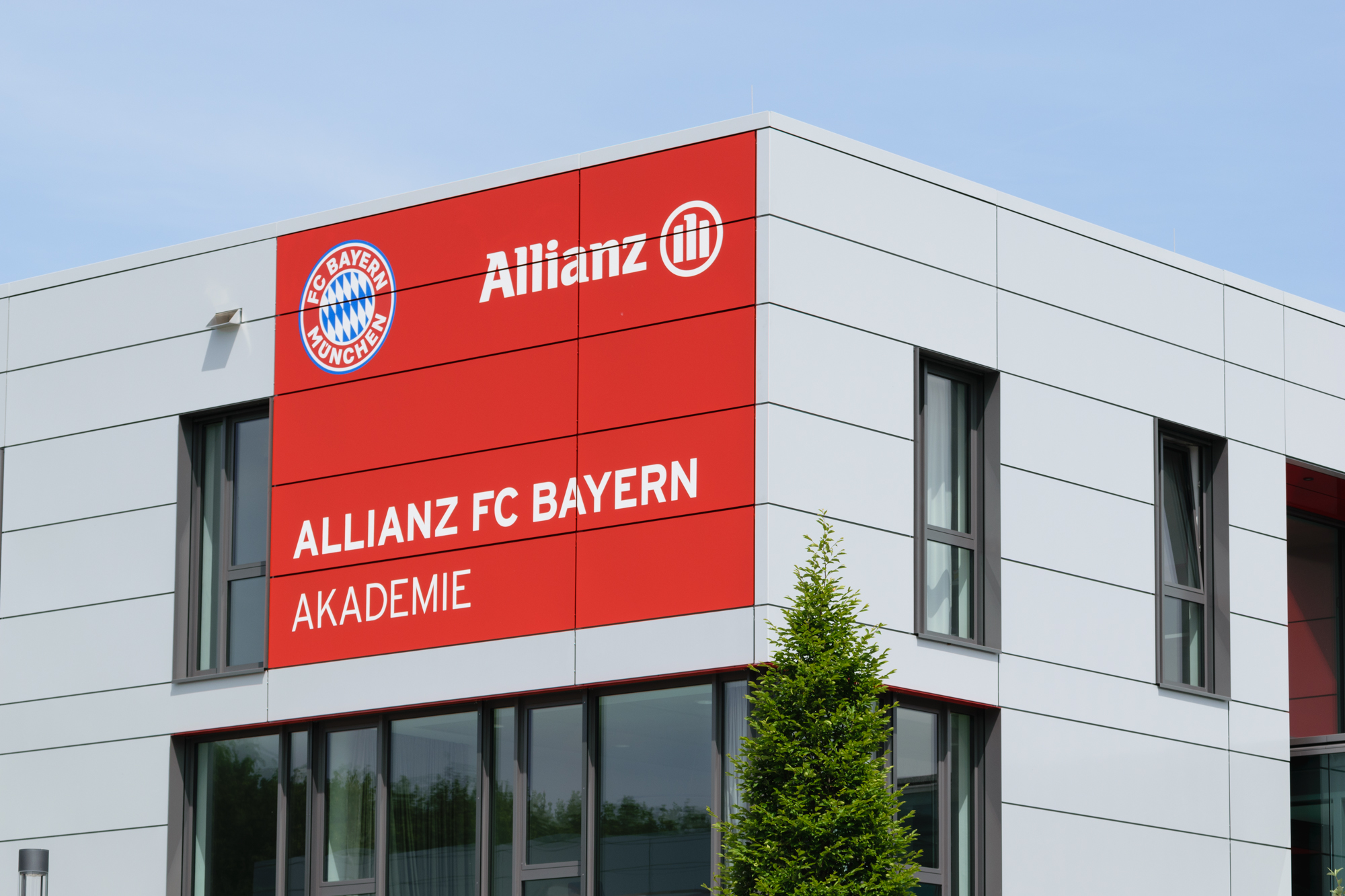
Locaux de l'Allianz FC Bayern Akademie.